# سنتیمنتال جورنی (هواگرد)
سنتیمنتال جورنی (هواگرد) (به انگلیسی: Sentimental Journey (aircraft)) یک هواگرد ساختِ کارخانهٔ بوئینگ در کشور ایالات متحده آمریکا است . این هواگرد برای نخستین بار در ۱۳ مارس ۱۹۴۵ میلادی مورد استفاده قرار گرفت.